# Leira (Villamartín de Valdeorras)
Leira (llamada oficialmente San Vicente de Leira) es una parroquia y un lugar del municipio español de Villamartín de Valdeorras, en la provincia de Orense, Galicia.

## Geografía
Está situada en el norte del municipio, lindando con la provincia de León a través de la serra de Cabalos, con los picos Montouto (1541 m) y A Turriera (1610 m). En el primer nace el río Leira, afluente del río Sil.
Está comunicada a través de la carretera provincial OU-0807, que comunica con la N-120. En marzo de 2018 la parroquia quedó incomunicada al ser cortada la carretera.

## Historia
En el Diccionario geográfico-estadístico-histórico de España y sus posesiones de Ultramar de Pascual Madoz se contabilizan 65 viviendas con 300 habitantes en la parroquia.

## Organización territorial
La parroquia está formada por tres entidades de población, constando una de ellas en el nomenclátor del Instituto Nacional de Estadística español:
- A Aldea
- Os Chelos
- San Vicente de Leira (San Vicente)

## Demografía
Gráfica demográfica del lugar y parroquia de Leira según el INE español:
| Gráfica de evolución demográfica de Leira entre 2000 y 2023 |
|                                                             |
| Datos según el nomenclátor publicado por el INE.            |

## Economía
La parroquia cuenta con varias empresas dedicadas a la extracción de pizarra del ordovícico

## Festividades
Las fiestas se celebran el 22 de enero (San Vicente), el 28 (Santo Tirso), el lunes de Pascua (Virgen de Lourdes) y el 13 de junio (San Antonio).